# 転籍届
転籍届（てんせきとどけ）とは、本籍地を移転するための届出である。

## 概要
本籍地を移転するための届出である。本籍地から遠い場所に住んでいるため謄本などの請求が面倒であるような場合に使われる。また、転籍をすると一見して離婚した過去や認知した過去が見えなくなるため、それらを隠す目的に使われる場合もある（なお、過去の戸籍を辿る形で離婚や認知の過去は判明する仕組みになっている）。戸籍そのものを移転するものであるが、死亡者については移転の対象とならない（ただし、筆頭者・配偶者としては記載される）。
転籍をすると旧本籍地の戸籍が除籍となり、新本籍地に新しい戸籍が作られるが、従前戸籍に変更はない。
筆頭者・配偶者でない18歳以上の未婚の者が本籍地を変更する方法として、分籍届がある（自己を筆頭者とする戸籍を作り、任意の地を本籍地として設定する）。

## 法的根拠
根拠規定は戸籍法第108条。